# Zeria boehmi
Espèce
Synonymes
- Solpuga boehmi Kraepelin, 1899

Zeria boehmi est une espèce de solifuges de la famille des Solpugidae.

## Distribution
Cette espèce est endémique du Congo-Kinshasa.

## Description
Le mâle holotype mesure 24 mm.
Le mâle décrit par Roewer en 1933 mesure 24 mm et les femelles de 24 à 26 mm.

## Publication originale
- Kraepelin, 1899 : Zur Systematik der Solifugen. Mitteilungen aus dem Naturhistorischen Museum in Hamburg, vol. 16, p. 195–259 (texte intégral).